# Драјден (Онтарио)
Драјден (енгл. Dryden) је град у Канади у покрајини Онтарио. Према резултатима пописа 2011. у граду је живело 7.617 становника.

## Становништво
Према резултатима пописа становништва из 2011. у граду је живело 7.617 становника, што је за 7,1% мање у односу на попис из 2006. када је регистровано 8.195 житеља.
| 2006. | 2011. | 2016. |
| ----- | ----- | ----- |
| 8.195 | 7.617 | 7.749 |